# Chambolle-Musigny

## Demografía
| 444 | 455 | 403 | 364 | 355 | 313 |
| Para los censos de 1962 a 1999 la población legal corresponde a la población sin duplicidades (Fuente: INSEE [Consultar]) |     |     |     |     |     |